# Jenny Sacerdote
Jenny Sacerdote, née Jeanne Adèle Bernard le 27 janvier 1868 à Périgueux et morte en 1962 à Nice, est une grande couturière, une modiste et une styliste française, formée chez Paquin,  fondatrice à Paris en 1909 de la maison de haute couture Jenny, réputée internationalement pour l'élégance de ses créations entre les années 1910 et 1930. 
Elle fut pendant l'entre-deux-guerres une des couturières les plus célèbres ; sa réussite et son talent lui valurent de recevoir la Légion d'honneur en 1926. 

## Biographie
Jeanne Adèle Bernard est née à Périgueux en 1868, de père inconnu. Sa mère est tailleuse et sa grand-mère couturière. Passée par l'École normale supérieure de Sèvres, elle-même est d’abord professeur de littérature française, jusqu’à ce qu’elle décide, à l’âge de 39 ans, de suivre la voie maternelle et de se lancer, elle aussi, dans la mode. 
Habitant à Paris, elle est mariée à Lucien Moreau, remisier à la Bourse, de 1889 à 1894, puis à Achille Sacerdote, négociant, de 1909 à 1940. 
En 1909, elle fonde la société Jenny et Cie en s’associant avec Marie Le Corre, technicienne experte, et s'installe rue de Castiglione. Sa ligne est appréciée pour son confort, sa simplicité et sa jeunesse. Sa couleur fétiche est le rose sous toutes ses variations, et sa matière préférée la soie. 
L’entreprise connaît, « après des débuts modestes, une ascension graduelle, mais sûre et rapide, vers la plus solide et la plus éclatante prospérité ». Lorsque la Première Guerre mondiale éclate, elle vient de déménager avenue des Champs-Élysées, aux numéros 68 et 70, où ses ateliers de couture et ses salons Art déco aménagés par Robert Mallet-Stevens occupent les étages de deux immeubles,. Elle parvient à maintenir ouverts ses vingt-deux ateliers au long des années de guerre, pendant lesquelles son manteau « le Généralissime » connaît un grand succès. Selon l'historienne Joëlle Chevé, « le fameux petit tailleur gris de Jenny Sacerdote sera aussi célèbre que la petite robe noire de Chanel ».
La paix revenue, la clientèle américaine revient à Paris, et la maison Jenny connaît son apogée. Les Années folles sont propices à la création. Madame Jenny embauche de jeunes modélistes et invente la robe-manteau (une robe cousue dans le manteau), développe les robes de danse à perles, sort la robe-tunique en même temps que Patou, détourne l’usage du foulard pour le porter à la taille, brode les monuments de Paris, transforme les manches en ailes. Elle est l’une des premières à travailler l’angora ou la paille avec des fils d’or. Elle crée des lignes pour des femmes pilotes, hôtesses de l’air, tennis women, des lignes de maillot de bain ainsi que des collections destinées aux enfants[réf. souhaitée]. 
Elle habille de nombreuses personnalités : Réjane, la sœur et la mère de Fred Astaire, Lili Damita, Jeanne Aubert, Elvire Popesco, Olga Tschekova, Mary Pickford ou encore la comtesse Greffulhe, Yvonne Dartex, Gabrielle Dorziat, la reine d’Égypte et l'impératrice du Japon.  
Sa couleur fétiche est le taupe, qu'elle porte sur le portrait peint par Gervex en 1921.
En 1923, elle fait une levée de fonds. La même année, elle retourne dans le Périgord pour y acheter le château de Château-l'Évêque. Elle entreprend de le remettre en état, aménage le jardin et y cultive elle-même les roses. On dira qu'elle possède la plus belle roseraie de France. Son château est également la scène de nombreuses réceptions et défilés.
Initiatrice des premiers défilés de haute couture en musique,, elle est aussi, en 1926, la deuxième femme à recevoir la Légion d'honneur pour services rendus à la couture, après Jeanne Paquin et avant Jeanne Lanvin. En 1934, elle déménage sa boutique rue Royale où elle poursuit son activité jusqu’à la fermeture de la marque lorsque la Seconde Guerre mondiale éclate.
Elle a participé à la revue Les Patrons de la grande couture. Sa maison ferme en 1940, mais elle connaît une forme de renaissance en 2018 avec la création de la maison de couture La Suite Jenny Sacerdote,.

## Mémoire
Parmi les événements organisés par la ville de Périgueux dans le cadre du mois des droits des femmes en mars 2021, une visio-conférence est consacrée à des Périgourdines engagées telles que Jenny Sacerdote.

## Iconographie
- Henri Gervex, Portrait en pied de Jenny Sacerdote, 1921, huile sur toile, 186 cm x  100 cm, collection particulière.
- Jean-Gabriel Domergue, Portrait de Mademoiselle Jenny, [sans date], légué par Mlle Jenny en 1962 au musée d'Art et d'Archéologie du Périgord.
- Maurice Vlaminck, Portrait de Mlle Jenny, au Musée des Beaux-arts de la ville de Nice, don de Mlle Jenny.

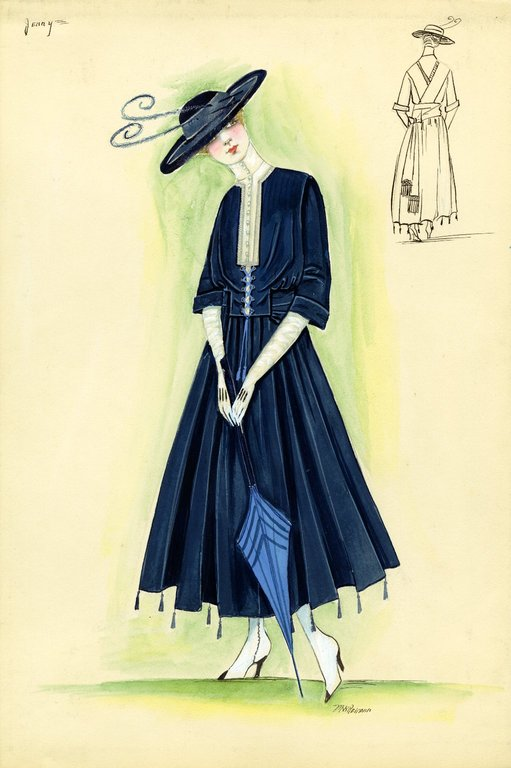
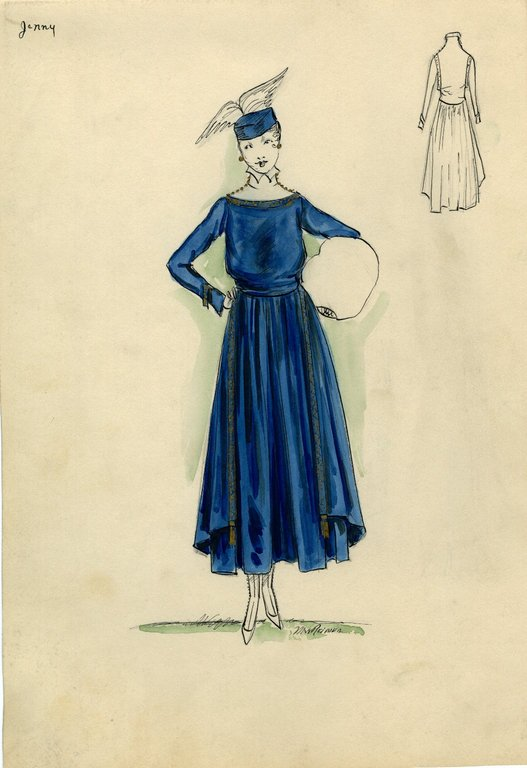